# Pjasătjnik
Pjasătjnik (bulgariska: Пясъчник) är ett vattendrag i Bulgarien.   Det ligger i regionen Plovdiv, i den centrala delen av landet, 130 km öster om huvudstaden Sofia.